# Claudio Ubeda
Claudio Ubeda (Rosario, 17 september 1969) is een voormalig Argentijns voetballer.

## Carrière
Claudio Ubeda speelde tussen 1990 en 2007 voor Rosario Central, Querétaro, Racing, Tokyo Verdy en Huracán.